# Louis Waldman

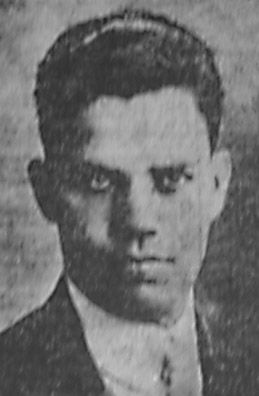
Louis Waldmann (um 1915)

Louis Waldman (* 5. Januar 1892; † 12. September 1982 in New York City) war ein US-amerikanischer Politiker und Jurist. Er galt als Führungspersönlichkeit in der Sozialistischen Partei Amerikas und prominenter Anwalt für Arbeitsrecht.

## Biographie
Waldman wurde in der Ukraine geboren. Als Jugendlicher siedelte er nach New York City über. Nachdem er zuerst eine Ingenieursschule besuchte, wechselte er später zu einem Studium der Rechtswissenschaften. 1917 wurde er als Sozialist in die New York State Assembly gewählt und 1919 in dieser Funktion bestätigt. 1919 wurden dann alle fünf sozialistischen Mitglieder ausgeschlossen.
Waldman war der Führer eines als antikommunistisch geltenden Flügels der Sozialistischen Partei Amerikas. Er war auch ein großer Gegner von Leo Trotzki, als er in Manhattan lebte und dort in der Partei aktiv war.
Er wurde 1928 Vorsitzender der Sozialistischen Partei im US-Bundesstaat New York und war in diesem Jahr und 1932 auch Kandidat für das Amt des Gouverneurs. In dieser Zeit wurde er schnell zu einer Führungspersönlichkeit in der „Alten Garde“ der Partei, die gegen die Positionen des größtenteils von Jugendlichen besetzten militanten Flügels war. Dieser Flügel wollte eine Wiedervereinigung mit der Kommunistischen Partei der USA. Die „Alte Garde“ verließ die Partei, nachdem der militante Flügel 1934 die Kontrolle über die Partei gewonnen hatte. Nach dem Austritt gründeten sie die Social Democratic Federation (SDF).
Viele Mitglieder der SDF traten der American Labor Party (ALP) bei, als diese 1936 gegründet wurde, und unterstützten den von David Dubinsky geführten Flügel der Partei. Waldman jedoch trat 1940 aus der ALP aus, da er das Gefühl hatte, die Partei unter die Kontrolle des pro-kommunistischen Flügels geraten, der von Sidney Hillman geführt wurde. Nicht einmal vier Jahre später kamen Dubinsky und seine Anhänger zum gleichen Schluss und traten aus der Partei aus um die Liberal Party of New York zu gründen.
Nach seinem Austritt aus der ALP hatte Waldman praktisch keine Verbindungen mehr zur Politik, weshalb er sich vollständig dem Anwaltsberuf hingab. Bei seiner Arbeit setzte er sich verstärkt für Arbeitnehmerrechte ein und diente in zahlreichen Kommissionen des Bundesstaates New York. Den Anwaltsberuf übte er bis zu seinem Tod 1982 aus.
| Personendaten    | Personendaten                          |
| ---------------- | -------------------------------------- |
| NAME             | Waldman, Louis                         |
| KURZBESCHREIBUNG | US-amerikanischer Politiker und Anwalt |
| GEBURTSDATUM     | 5. Januar 1892                         |
| GEBURTSORT       | Ukraine                                |
| STERBEDATUM      | 12. September 1982                     |
| STERBEORT        | New York City                          |